# Куп Србије у рагбију 2008.
Куп Србије у рагбију 2008. је било 2. издање Купа Србије у рагбију. 
Трофеј је освојио Партизан.
| Освајач купа Србије у рагбију 2008. |
| ----------------------------------- |
| Рагби клуб Партизан 13. трофеј      |